# Альдо Монтано
Альдо Монтано  (італ. Aldo Montano, 18 листопада 1978) - італійський фехтувальник, олімпійський чемпіон.

## Виступи на Олімпіадах
| Олімпіада           | Дисципліна          | Місце |
| ------------------- | ------------------- | ----- |
| Афіни 2004          | індивідуальна шабля | 1     |
| Афіни 2004          | командна шабля      | 2     |
| Пекін 2008          | індивідуальна шабля | 10    |
| Пекін 2008          | командна шабля      | 3     |
| Лондон 2012         | індивідуальна шабля | =9    |
| Лондон 2012         | командна шабля      | 3     |
| Ріо-де-Жанейро 2016 | індивідуальна шабля | 11    |
| Токіо 2020          | командна шабля      | 2     |